# 아보노테이코스의 알렉산드로스
아보노테이코스의 알렉산드로스(고대 그리스어: Ἀλέξανδρος ὁ Ἀβωνοτειχίτης Aléxandros ho Abōnoteichítēs) 또는 파플라고니아의 알렉산드로스 (105년경-170년경)는 그리스 출신의 신비주의자 및 예언자이며, 로마 세계에서 잠시 큰 인기를 얻었던 글리콘 숭배단의 창시자였다. 동시대 저술가인 루키아노스는 그를 순전히 사기꾼이라고 기록을 남겼는데 글리콘 신은 그가 주장한 바에 의하면 인위적으로 만든 머리를 머리에 쓴 살아있는 뱀일 뿐이라고 하였다. 루키아노스가 전한 그의 생애에 대한 부정적 이야기는 루키우스 베루스, 마르쿠스 아우렐리우스 등 황제들의 특정 주화들 그리고 아테나고라스가 말한 파리움의 포룸에 있었다고 하는 알렉산드로스의 조각상 등을 통한 증거 자료를 제외하면 가공된 허구일 것이다. 금석문에서 추가적인 증거 자료들이 존재하기도 한다.
루키아노스는 그를 많은 사람들에게 사기 행각을 벌이며, 그의 추종자들을 통해 여러 종류의 폭력을 벌인다고 서술하였다. 알렉산드로스에 대한 루키아노스의 적대감 정도는 알렉산드로스의 에피쿠로스학파에 대한 증오에서 비롯하였다. 루키아노스는 찬사 글을 한 편 쓸 정도로 에피쿠로스의 업적들을 대단히 존경하였으며, 알렉산드로스가 루키아노스가 묘사한 바처럼 사기와 기만의 대가이든 아니던 간에, 그는 몇몇 신전들에서 여러 부도덕한 착취가 벌어지던, 이 시대의 다른 예언가들과 많이 다르지는 않았을 것이다.

## 생애
알렉산드로스의 초기 생애에 대해서는 알려진 것이 많지 않다. 그는 그리스 일대에서 순회 치료사로 일했을 것이 틀림없으며 소이 신의 예언자 혹은 티아나의 아폴로니오스의 제자였을 수 있다. 루키아노스가 전한 바에 의하면, 그의 동업자로 비잔티움의 코코나스로 제시한다. 의사로서 또한 루키아노스에 의하면, 사기꾼으로서 약제 처방의 시기를 마친 뒤, 대략 150년경에 그는 고향 도시인 에욱시네의 아보노테이코스 (후대으 이오노폴리스)에 아스클레피오스의 신탁소를 설립하여, 병자들을 치료하고 미래에 대한 점을 봐주면서 대단한 부와 큰 명성을 얻었다.
160년경 이전 어느 시기에 알렉산드로스는 새로운 뱀신 글리콘을 숭배하는 교단을 만들었고 아보노테이코스를 교단 본부로 삼았다. 아폴론의 아들이 다시 태어났다고 하는 예언을 퍼트린, 그는 아스클레피오스의 신전 터에서 무언가가 발견되게 조치를 취하였고, 따라서 아보노테이코스에서 신전을 건설 과정 중에 살아있는 작은 뱀이 있는 알 하나를 그곳에 두었다. 미신의 시대에서 그 어떤 사람들도 파플라고니아인들만큼 경신하는 경향이 있는 사람들이 없었기에, 알렉산드로스는 글리콘이라는 이름으로 아스클레피오스의 재림을 파플라고니아인들에게 속이는 데 많은 어려움을 겪지 않았다. 인위적으로 만든 사람 머리를 한 커다란 길들여진 뱀이 신전의 사당에 앉아 있는 알렉산드로스의 몸을 휘감은 체 신탁을 내려주었다. 신탁에 대한 여러 질문들은 알렉산드로스가 답해주었다. 그가 가장 번창했던 해에, 그는 육체, 정신, 그리고 사회적 문제에 대해서 거의 80,000건에 달하는 답변을 전했다고 하며, 각 건당 그는 1 드라크마 그리고 2 오볼로스를 받았다고 한다.

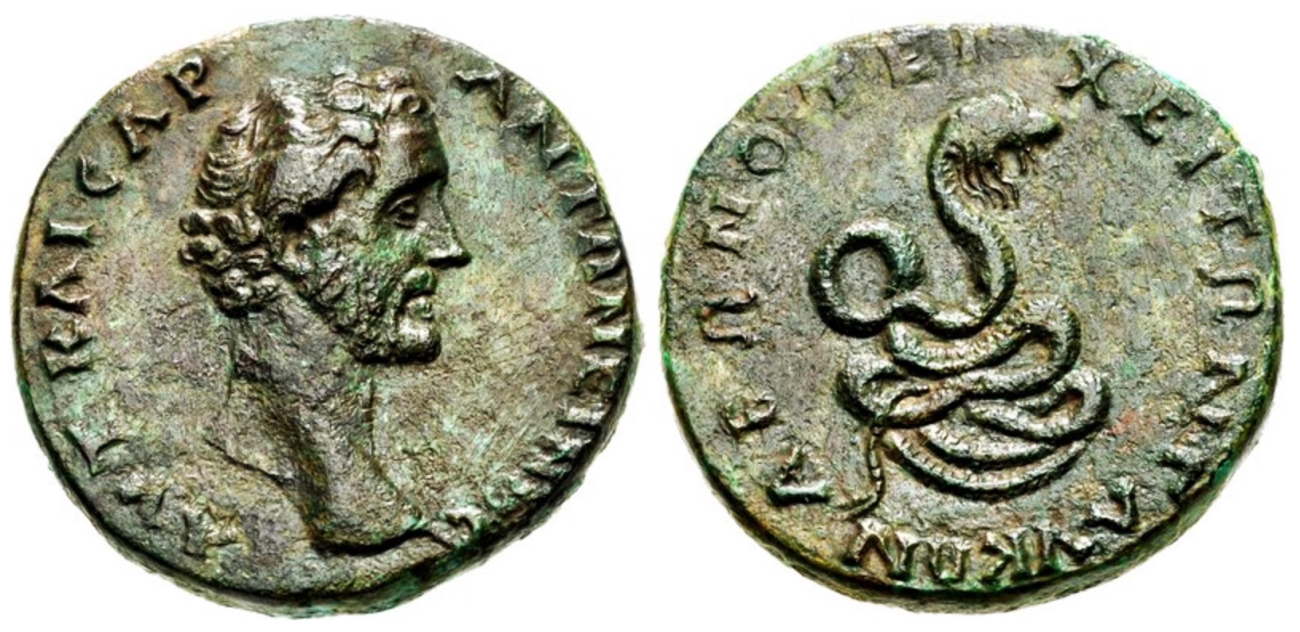
아보노테이코스에서 발행된 안토니누스 피우스의 주화로 “ΓΛVΚΩΝ ΑΒΩΝΟΤΕΙΧΕΙΤΩΝ”이라는 문구와 함께 뱀신 글리콘을 나타내고 있다 (29 mm, 16.89 g)

의료 처방은 신탁과 감미되는 것이 일반적이었으나, 알렉산드로스는 여기에서 더 나아갔는데 그는 엘레우시스 밀교처럼 교단을 설립하였다. 교단을 통해 알렉산드로스 어느 정도 수준의 정치적 영향력을 얻었고 그의 딸을 로마의 아시아 속주 총독 푸블리우스 뭄미우스 루틸리아누스와 혼인시켰다. 그는 점술과 마술 등의 거짓된 기술들로 폰토스에서 로마에 이르는 지지자들을 얻어냈고 같은 시대의 여러 유력 인사들한테서 예언자로 존경받고 상담을 받았다. 166년 역병 당시에 그의 신탁 중 한 글귀가 애뮬럿으로 사용되었고 부적처럼 주택의 문 위로 새겨졌으며 마르쿠스 아우렐리우스의 요청에 따라 알렉산드로스는 마르코만니족과의 전쟁 중에 도나우강에 있던 로마군에 신탁을 보내어 강물에 살아있는 사자 두 마리를 빠트리면 승리가 올 것이라 알렸다. 그 결과는 대단한 재앙이었고 알렉산드로스는 신탁 해석에 대하여 크로이소스의 델포이 신탁에 관한 오래된 궤변에 의존했다.
그의 주된 적은 에피쿠로스 학파와 기독교인들이었다. 알렉산드로스에 대한 루키아노스의 기록물은 에피쿠로스 학파와 더불어 기독교인들을 특별한 적들이자 그의 적대감에 대한 주적들로 표현되는데 에피쿠로스 학파는 그한테 신앙심이나 맹신을 거의 조금도 갖고 있지 않았고, 기독교인들의 믿음은 알렉산드로스와 교류라는 꿈을 이루기에는 너무나 뿌리깊었다.
알렉산드로스의 사기 방식에 대한 루키아노스의 자체적인 밀접 연구는 그의 목숨의 심각한 위협으로 이어졌다. 전반적인 기술은 이 시대에 번성했던 여러 신탁소에 대한 내부 활동의 생생한 묘사를 전하고 있다. 알렉산드로는 뛰어난 외모 그리고 성공적인 사기를 위한 매력적인 성격을 지녔었고, 상당한 지적 능력과 사회력을 가진 자임은 틀림이 없었다. 그의 일반적인 방식들은 이 시대 많은 예언자들의 방식이었으며, 이에 대해 루키아노스는 상세히 기술하였다. 뜨겁게 데운 바늘, 파손된 인장을 위조하여 봉인된 질문을 열어보기, 어려운 질문에 대한 장황하고 의미없는 답변을 주는 것과 더불어 평판을 떨어트리는 질문을 한 이들에 대한 수익성을 동반한 협박을 주는 등이 있었다.
알렉산드로스는 70세 때 승저증으로 악화된 다리 쪽 괴저로 사망했다.

## 오늘날 학계
학자들은 잘 속아 넘어가는 군중들을 현혹하기 위한 거짓말을 한 예언자, 또는 거짓 선지자 및 순진한 사람들의 희망을 갖고 논 사기꾼으로 묘사한다. 그는 "예언을 하고, 도망친 노예들을 찾아냈으며, 도둑들과 강도들도 알아내고, 보물이 있는 곳을 파내게 했으며, 병자들을 치료하고, 몇몇 경우에는 죽은 자를 실제로 되살렸다"라고 전해진다. 사회학자스티븐 A. 켄트는 논문에서 루키아노스 저서의 알렉산드로스를 현대 정신의학상 '악성 자기애'를 지닌 자와 비교하며, 루키아노스가 묘사한 '행동들'이 몇몇 현대 사이비 종교 집단의 지도자들과 일치하다고 주장하였다. 이언 프레클리턴은 알렉산드로스와 현대의 종교 집단 신의 자녀의 지도자인 데이비드 버그 간의 외관상의 유사성에 대해 언급한 바 있다.

## 참고 문헌
- Life of Alexander of Abonoteichos by Lucian, translated by A. M. Harmon (1936) for the [Loeb Classical Library] edition of Lucian's works.
- Lucian of Samosata의 작품 - 프로젝트 구텐베르크
- Lendering, Jona, Glycon 보관됨 2004-06-23 - 웨이백 머신

## 추가 서적 자료
- Gillespie, Thomas W. "A Pattern of Prophetic Speech in First Corinthians," Journal of Biblical Literature, 97,1 (1978), 74–95.
- Jones, C. P. Culture and Society in Lucian (Cambridge, MA, 1986).
- Ancient Scientific Basis of the" Great Serpent" from Historical Evidence, RB Stothers – Isis, 2004.
- Martin, Dale B., "Tongues of Angels and Other Status Indicators," Journal of the American Academy of Religion, 59,3 (1991), 547–589.
- Sorensen, E. Possession and Еxorcism in the New Testament and Early Christianity (Tübingen, 2002), 186-189 (Wissenschaftliche Untersuchungen zum Neuen Testament, 2. Reihe, 157).
- Elm, D. "Die Inszenierung des Betruges und seiner Entlarvung. Divination und ihre Kritiker in Lukians Schrift „Alexander oder der Lügenprophet“," in D. Elm von der Osten, J. Rüpke und K. Waldner (Hrsg.), Texte als Medium und Reflexion von Religion im römischen Reich (Stuttgart, 2006), 141-157 (Potsdamer Altertumswissenschaftliche Beiträge, 14).